# Görög konyhaművészet
A görög konyhaművészetet nagy mértékben befolyásolták más, a Mediterrán térségében elhelyezkedő országok. Jellemzői a zöldségek, olívaolaj, húsok és halak, sajtok, és a joghurt. A desszertekben gyakran előfordul a görög konyhaművészet egyik különlegessége, a phyllo, ami egy leveles tésztára hasonlító, lisztből készült különlegesség. 
Görögország nemzeti ételei közé tartozik a szuvláki, a muszaka, és a girosz. Utóbbi hazánkban is nagy népszerűségnek örvend, a Knorr is gyárt hozzá alapport. A görögök egyik legismertebb szósza a tzatziki, amely uborkából és joghurtból készül. Kedvelt görög édesség a baklava.